# Manuel María Puga Feijoo
Manuel María Puga y Feijoo  (1807-1879), Señor del Pazo de Anzobre, fue un militar español, participante en las dos primeras guerras carlistas, primero en el bando carlista y luego en el isabelino. Fue Comandante militar de Celanova así como colaborador y heredero universal de la Condesa de Gimonde, Jacoba Cisneros de Puga, sucesión que le proporcionó una gran influencia política en la Galicia de la segunda mitad del siglo XIX.

## Biografía
D. Manuel María Puga Feijoo nació en San Miguel de Espinoso, Cartelle, Celanova (Orense) el 19 de mayo de 1807 y murió el 4 de octubre de 1879, en Arteijo (La Coruña).  Está enterrado en la capilla del Pazo de Anzobre (La Coruña). Militar de profesión y fervoroso carlista,  luchó en las filas del carlismo gallego  durante más de cinco años, hasta que en 1839 se acogió al Convenio de Vergara, siendo admitido en el ejército Isabelino con el grado de Capitán, y continuó ascendiendo hasta llegar a Coronel.
Destinado en la villa de Celanova, al frente de la guarnición que custodiaba la frontera de Portugal, trabó una buena relación con los Condes de Gimonde y también con el escribano de dicha localidad José María de Curros Vázquez, padre del poeta Curros Enríquez. Precisamente su hijo, Luciano Puga Blanco, fue el defensor de Curros Enríquez ante la Audiencia de La Coruña, en 1881, en el famoso proceso sufrido por el poeta por denuncia del Obispo de Orense, D. Cesáreo Rodrigo Rodríguez, con ocasión de la publicación del poema "Aires da miña terra".
Casado en 1833 con Carmen Blanco Álvarez de Castro, su hijo Luciano fue alcalde de Santiago de Compostela, gobernador del Banco de España en Cuba, Fiscal del Tribunal Supremo y Decano del Colegio de Abogados de La Coruña. Su nieto Manuel María Puga y Parga, conocido como Picadillo, fue alcalde de La Coruña y autor de un reputado libro de cocina gallega, "La cocina práctica".   Su nieta María de la Concepción Puga Parga, fue a quien el poeta gallego Curros Enríquez dedicó su poema "Adiós a Mariquiña". El 16 de agosto de 1852, su hija Ramona Puga Blanco contrajo matrimonio con el capitán Belisardo Pumpido Flores, destacado militar, uno de los primeros oficiales incorporados a la Guardia Civil del Duque de Ahumada.

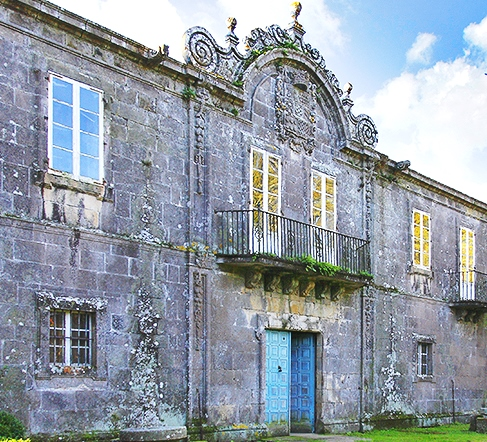
Pazo de los Condes de Ximonde, en Vedra (La Coruña)

Primo segundo de la Condesa de Gimonde, Jacoba Cisneros de Puga (1813-1860),  hija del segundo Conde, D. Pedro María Cisneros de Castro y Ulloa, con la que estableció una estrecha relación, ésta le nombró su heredero universal en el testamento que suscribió en La Coruña en 1856, salvo en los bienes vinculados. Al fallecer la Condesa sin descendencia en 1860,  pasó a ocupar el Pazo de Anzobre, en Arteijo (La Coruña), donde vivió hasta su fallecimiento, dirigiendo desde allí buena parte de la política gallega.

## Historial Militar
El trece de diciembre de 1833 fue nombrado por el pretendiente carlista Carlos V, subteniente de infantería, dentro del ejército carlista. El 27 de mayo de 1834 fue ascendido a Teniente, dentro del mismo ejército. El 16 de julio de 1835 asciende al grado de Capitán. El 12 de noviembre de 1837, en el Palacio Real de Amurrio, el Rey Carlos V expide formalmente el Real Despacho de nombramiento de Manuel María Puga Feijoo como Capitán Efectivo de Infantería. Durante su pertenencia al bando carlista estuvo integrado en el ejército vasco-navarro.
El 31 de agosto de 1839, es nombrado Capitán del ejército Isabelino, por revalidación, en aplicación del Convenio de Vergara, que incorpora a los militares del ejército carlista al ejército Isabelino, con sus propios grados. En 1842 fue destinado a la guarnición de Burgos, y a partir del 1 de septiembre a la de Navarra, donde permaneció hasta final de marzo de 1844.
El 21 de agosto de 1843 asciende a comandante, por gracia general, y el mismo día adquiere el rango de teniente coronel por antigüedad. Desde 1844 está destinado como teniente coronel del ejército isabelino en Lugo y Orense.
El nueve de abril de 1846 salió con su batallón de operaciones bajo el mando del brigadier José María Contreras, participando el 18 de abril en la defensa del Puente de Orense. El 21 de abril se reunió con la División del General De la Concha y el día 23 participó en la acción y toma de Santiago,(Batalla de Cacheiras).
Esta acción del entonces teniente coronel Puga Feijóo, a las órdenes del General De La Concha, se enmarca dentro del levantamiento provincialista encabezado por Miguel Solís Cuetos en 1846, al mando del Segundo Regimiento de Zamora, que se inició en Lugo el 2 de abril. A este pronunciamiento se sumaron tropas de Santiago de Compostela, Vigo y Pontevedra, e intelectuales provincialistas, partidarios de la continuidad del Antiguo Reino de Galicia, como Antolín Faraldo, enfrentados al Gobierno de Narváez. En un primer momento los sublevados derrotaron a las tropas gubernamentales dirigidas por el General Puig Samper, en un enfrentamiento que tuvo lugar el 13 de abril. Pero solo diez días después, en la batalla de Cacheiras que tuvo lugar el 23 de abril, Solís fue derrotado por las tropas de Manuel Gutiérrez de la Concha, en las que se integraba el batallón mandado por el entonces teniente coronel Puga Feijóo, que se mantuvo leal a las autoridades isabelinas. Solís se refugió en Santiago de Compostela, pero terminó entregándose a las tropas lealistas. Fue juzgado en Carral, donde murió fusilado con once de sus oficiales. El 27 de abril se rindieron los sublevados de Lugo, y se puso fin a la sublevación, aunque el recuerdo de los denominados "Mártires de Carral" sirvió de reclamo en posteriores actuaciones del nacionalismo gallego.
El 14 de noviembre de 1846 Puga Feijóo pasó a desempeñar la Comandancia militar de Celanova y durante los años 1846 a 1852 continuó dirigiendo dicha Comandancia, consistiendo sus principales servicios en la persecución de malhechores, desertores y gavillas de latro-facciosos, que se guarecian en las fronteras del vecino reino de Portugal, desde cuyo punto invadieron varias veces el territorio español, persiguiendo Puga Feijóo a los grupos facciosos y penetrando en ocasiones, con la fuerza a su mando, más de cinco leguas en territorio portugués.
El 10 de enero de 1852 asciende a Coronel de Infantería, por gracia particular, en consideración a los méritos y servicios prestados en dicha Comandancia, y el 20 de julio de 1854 adquiere el empleo de comandante general, continuando en el ejército hasta diciembre de 1863. El 18 de diciembre de 1858 se le concedió la cruz de la Orden de San Hermenegildo.

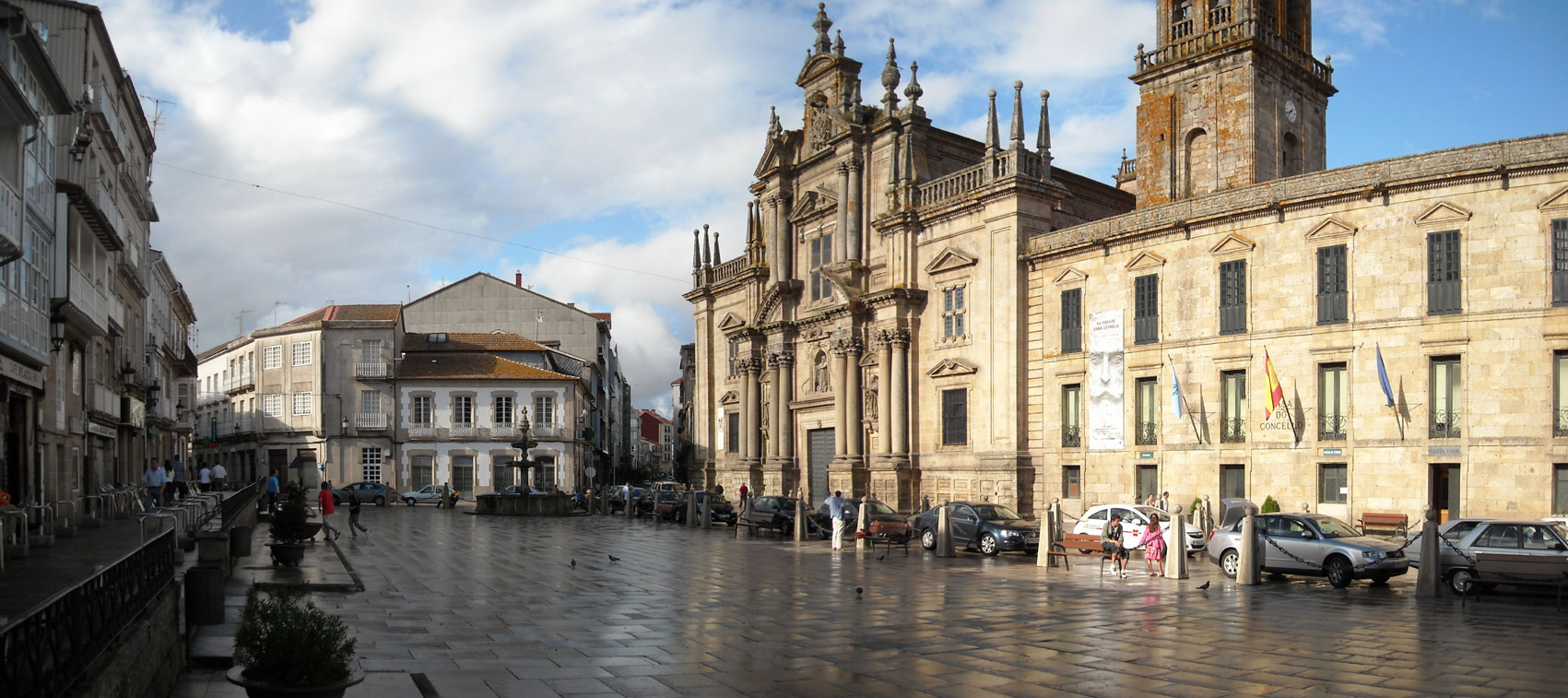
Celanova (Orense)

## Influencia política
La figura del militar Manuel María Puga Feijoo es trascendental para comprender la historia política de Galicia en la segunda mitad del siglo XIX. Su proximidad e influencia sobre la Condesa de Gimonde, Jacoba Cisneros de Puga, cuyo apoyo a la causa carlista en Galicia está bien documentado, llevó a la Condesa a designarle heredero universal, hecho que tuvo una gran influencia en las relaciones de poder en la época, dentro del ámbito gallego, dado el peso que mantenía la familia Cisneros en la política de esta región. Los Cisneros, cuya rama principal ostentaba el título real de Condes de Gimonde, y habían ejercido durante varias generaciones el cargo de Regidores Perpetuos de Santiago de Compostela, se extinguieron con la Condesa, por lo que el heredero de ésta, Manuel María Puga Feijoo, recibió junto con sus propiedades gran parte del poder político que los Condes ostentaban, lo que justifica que directamente, o a través de su hijo e inmediatos descendientes, ejerciese una gran influencia política en Galicia en las siguientes décadas.
Junto con el Pazo de Anzobre, Manuel María recibió de la Condesa, entre otras propiedades, el Pazo de Ramirás o Palacio de los Condes de Gelmírez, en la calle del Preguntoiro de Santiago de Compostela, la Torre de Couso, en la comarca de La Estrada, la casona familiar de la plaza de Azcárraga y la llamada Huerta del General, en La Coruña, además de extensas propiedades agrarias. En las dos décadas transcurridas desde el fallecimiento de la Condesa, en 1860, hasta su muerte en 1879,  Manuel María Puga Feijoo ejerció desde Anzobre toda su influencia y la que le proporcionaban las propiedades de los Cisneros, para que su hijo Luciano Puga Blanco alcanzase primero la dignidad de Alcalde de Santiago, con solo veintisiete años en 1869, así como la condición de Diputado en el Congreso, con solo veintinueve, en 1871, llegando a ostentar en tres ocasiones la condición de Diputado y en dos la de Senador, actuando como cacique electoral en el ámbito de sus propiedades gallegas, en beneficio del Partido Conservador y de Cánovas del Castillo, durante los primeros tiempos de la Restauración.

## Actividades económicas
El 11 de agosto de 1863 se promulgó el Real Decreto por el cual se constituía la Sociedad del Ferrocarril Compostelano de la Infanta Dña Isabel firmado por el ministro de Fomento Manuel Alonso Martínez. Esta Sociedad era de carácter anónimo y su objeto era la construcción del ferrocarril de Santiago a Carril. El Artículo 26 del Real Decreto nombraba para el consejo de administración de forma provisional y para realizar las gestiones indispensables de puesta en marcha de la sociedad a una serie de personas ilustres de Galicia, entre las que se encontraba D. Manuel María Puga Feijoo.

## Historia Familiar

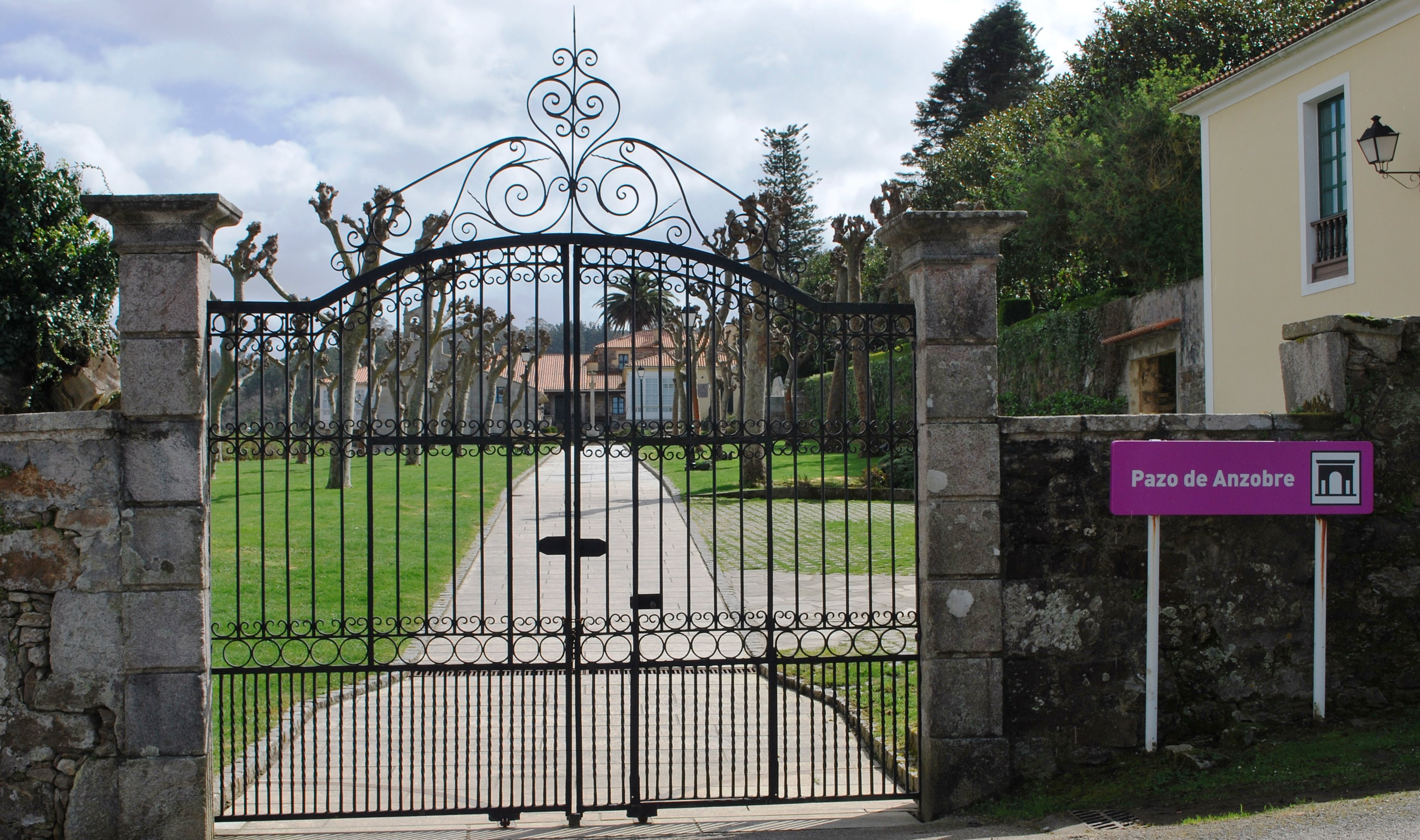
Pazo de Anzobre, en Arteijo (provincia de La Coruña).

Manuel María Puga Feijóo y su esposa María del Carmen Blanco Marquina, tuvieron cinco hijos, Ramona, la mayor, casada con el militar Belisardo Pumpido Flores, de los que desciende la amplia saga gallega de los Pumpido y Conde-Pumpido. Gumersinda, casada con el Catedrático de Patología y Decano de la Facultad de Medicina de Santiago, Jesús Nóvoa López, abuelos del conocido político y escritor Salvador Lissarrague Novoa. Elisa, casada con el Catedrático de Histología de la misma Facultad, Perfecto Conde Fernández, que murió sin descendencia. Hermitas, casada en primeras nupcias con Rafael Nóvoa López, también catedrático de Medicina en la Universidad de Granada, y posteriormente con José Pérez-Dávila González. Y Luciano Puga Blanco, único varón, político y abogado, que fue profesor de Derecho Civil en la Facultad de Derecho y se casó con Juana Parga Torreiro, hermana del Catedrático de Derecho Político y Administrativo de la Universidad de Santiago, Salvador Parga Torreiro. Por ello la descendencia de Manuel Puga Feijóo ha estado muy vinculada a la vida universitaria compostelana, además de a la actividad política y jurídica gallega.